# Franck Renier
Pour les articles homonymes, voir Renier.
Franck Renier est un coureur cycliste français né le 11 avril 1974 à Laval.

## Biographie
Franck Renier est devenu professionnel en 2000 dans l'équipe Bonjour. Il est ensuite demeuré dans cette équipe qui s'est appelée Brioches La Boulangère, puis Bouygues Telecom. Il compte une victoire à son palmarès : le Tour du Finistère 2001.

## Palmarès

### Palmarès amateur
- 1996
  - 2e du Circuit du Bocage vendéen
- 1998
  - Grand Prix Cristal Energie
  - Trio normand (avec Christian Blanchard et Mickaël Pichon)
  - 3e d'Annemasse-Bellegarde et retour
- 1999
  - Manche-Atlantique
  - Ronde du Cognac
  - Paris-Auxerre
  - 4e étape du Tour du Tarn-et-Garonne
  - 2e des Boucles de la Mayenne
  - 2e du Circuit des Deux Provinces

### Palmarès professionnel
- 2001
  - Tour du Finistère
- 2003
  - 2e du Grand Prix d'Isbergues
  - 5e de Paris-Tours
- 2004
  - 3e du Tour du Limousin

## Résultats sur les grands tours

### Tour de France
4 participations
- 2001 : 116e
- 2002 : 85e
- 2003 : 95e
- 2004 : 114e

### Tour d'Italie
3 participations
- 2005 : 134e
- 2006 : 119e
- 2007 : 118e

### Tour d'Espagne
2 participations
- 2005 : hors-délai (6e étape)
- 2006 : 121e